# Като Томосабуро
Виконт Като Томосабуро (яп. 加藤 友三郎 Като: Томосабуро:, 22 февраля 1861, Хиросима, провинция Аки (ныне префектура Хиросима) — 24 августа 1923, Токио) — японский военный и государственный деятель, премьер-министр Японии.

## Биография
Като Томосабуро родился в 1861 году в самурайской семье. В 1873 году поступил в Военную академию Императорского флота в Токио. В 1880 году вместе с 30 другими кадетами завершил обучение и получил звание мичмана.
В 1883 году после 2,5 лет походов на кораблях повышен до младшего лейтенанта. В 1884—1886 годах он возвращается в академию и изучает теорию навигации и морской артиллерии, в итоге получив звание лейтенанта и назначение на «Цукуба». В 1890 году Като служил артиллерийским офицером на крейсере «Такатихо», а в 1891—1893 годах — на новейшем «Ёсино». Во время войны с Китаем занимал штабные должности в Морском министерстве, получив повышение до капитана 3-го ранга.
В конце 1897 года Като получил звание капитана 2-го ранга и был назначен старшим офицером броненосца «Ясима», а менее чем через год — капитаном авизо «Цукуси». С середины 1899 года он находился на штабной работе в министерстве, получив повышение до капитана 1-го ранга.
В конце 1903 года Като был назначен начальником штаба адмирала Того и занимал эту должность в течение всей русско-японской войны. В сентябре 1904 года ему было присвоено звание контр-адмирала, а в мае 1905 года он находился на борту флагманского броненосца «Микаса» во время Цусимского сражения.
После окончания войны Като занимал должность заместителя морского министра. В 1908 году ему было присвоено звание вице-адмирала.
В августе 1915 года Като был назначен морским министром (с присвоением вслед за этим звания полного адмирала). На ней он находился почти 8 лет с перерывами, что является одним из самых долгих периодов в истории министерства. При нём были разработаны и приняты судостроительные программы 8+4, 8+6 и 8+8, позволившие японскому флоту выйти на ведущие позиции в мире.
С сентября 1921 по март 1922 года Като в составе японской делегации находился в США, участвуя в работе Вашингтонской конференции. Активно отрицал невозможность избежать войны с США.
Вскоре после возвращения из Вашингтона он был назначен премьер-министром. Собранный им кабинет состоял преимущественно из членов Палаты Пэров парламента, непопулярных в армейской среде. Его деятельность в 1922—1923 годах была связано главным образом с реализацией подписанных в Вашингтоне соглашений, а именно разделкой недостроенных военных кораблей, выводом японских войск с Шаньдунского полуострова и из Советской России. Позднее у Като был обнаружен рак толстой кишки на последней стадии, от которого он и скончался 24 августа 1923 года в Токио.
Посмертно ему были присвоены звания маршала флота, титул виконта и самый старший из японских орденов — Высший орден Хризантемы. Его смерть за неделю до Великого землетрясения Канто привела к тому, что в этот тяжёлый для страны час она осталась без главы правительства.
Като похоронен на кладбище Аояма в Токио.